# Fakoanum agauriae
Fakoanum agauriae är en kräftdjursart som beskrevs av Paulian de Felice 1941. Fakoanum agauriae ingår i släktet Fakoanum och familjen Eubelidae. Inga underarter finns listade i Catalogue of Life.